# To agori troei to fagito tou pouliou
To agori troei to fagito tou pouliou é um filme de drama grego de 2012 dirigido e escrito por Ektoras Lygizos. Foi selecionado como representante da Grécia à edição do Oscar 2013, organizada pela Academia de Artes e Ciências Cinematográficas.

## Elenco
- Yiannis Papadopoulos
- Lila Mpaklesi
- Vangelis Kommatas
- Kharálampos Goyós
- Konstadinos Voudouris